# Aumale (stacja metra)
Aumale – stacja metra w Brukseli, na linii 5. Zlokalizowana jest pomiędzy stacjami Saint-Guidon/Sint-Guido i Jacques Brel. Została otwarta 6 października 1982.